# 唐娜·温德
唐娜·温德（英語：Donna Wynd，1961年10月22日—），新西兰女子自行车运动员。她曾代表新西兰参加1994年英联邦运动会自行车比赛，获得一枚铜牌。她也曾参加1996年夏季奥林匹克运动会。